# Siva možganovina
Siva možganovina ali siva substanca (latinsko substantia grisea) imenujemo območja osrednjega živčevja, ki je zgrajeno pretežno iz perikarionov živčnih celic. Živčna vlakna gradijo tako imenovano  belo možganovino. Poimenovanje temelji na vizualnem izgledu obeh predelov. Siva možganovina je temnejša in nekoliko rožnata, preparati v formalinu pa so obarvani sivo.
Siva možganovina gradi osrednji del hrbtenjače ter tvori temnejše območje v obliki metulja s sprednjim in zadajšnjim rogom na vsaki strani, ki spominjata na metuljeva krila. 
V možganih leži siva možganovina na obrobju, osrednje območje pa je zgrajeno zlasti iz bele možganovine. Predel možganov iz sive možganovine se imenuje možganska skorja, ki predstavlja povrhnji del malih in velikih možganov. V posameznih predelih se siva možganovina zajeda globlje v belo - takšna območja imenujemo možganska jedra.

## Funkcija
Funkcija sive možganovine je prevajanje senzoričnih in motoričnih dražljajev do internevronov osrednjega živčevja ter posledičen odziv na dražljaj, ki nastane preko aktiviranja živčnih sinaps. Predeli iz sive možganovine (skorja in možganska jedra) obdelujejo informacije, ki izvirajo iz čutil in drugih predelov sive možganovine.